# موراي هيو
موراي هيو هو فنان كندي، ولد في 23 يناير 1899 في سانت جون في كندا، وتوفي في 19 يوليو 1986.